# Stigma (botanika)
Stigma (světločivná skvrna/červená skvrna) je drobná skvrna, vnímající přítomnost či nepřítomnost slunečního záření (jakési velice primitivní „oko“). Vyskytuje se u některých řas, např.: u krásnooček. Díky stigmatům se mohou řasové buňky pohybovat ve směru přicházejícího slunečního záření (tzv. fototaxe) – přes den jsou u hladiny, v noci klesnou níž ke dnu.